# Juan Carlos De Martin
Juan Carlos De Martin (Córdoba, 7 giugno 1966) è un informatico italiano.
Professore ordinario presso il Dipartimento di Automatica e Informatica del Politecnico di Torino ha cofondato e co-dirige il Centro Nexa su Internet e Società presso il Politecnico di Torino. Dal 2011 è Faculty Fellow presso il Berkman Center for Internet & Society della Harvard University (dal 2015 Faculty Associate). Dal 2011 al 2015 è stato Senior Visiting Researcher presso l'Internet and Society Laboratory della Keio University (Tokyo). È membro dell'Institute of Electrical and Electronics Engineers (IEEE). Dal marzo 2018 è Vice Rettore per la cultura e la comunicazione del Politecnico di Torino. Nel 2019 è l'ideatore e il co-curatore (insieme a Luca De Biase) del Festival della Tecnologia di Torino, manifestazione organizzata dal Politecnico di Torino per il 160º anniversario dell'Ateneo. Nel 2020 De Martin, sempre con De Biase, ha curato la prima edizione di Biennale Tecnologia. 

## Biografia
Nel 1998 fonda, insieme al professor Angelo Raffaele Meo del Politecnico di Torino, il gruppo di ricerca "Internet Media Group", dedicato allo studio di tecniche avanzate di elaborazione e trasmissione di informazioni multimediali. Nel 2003 istituisce, insieme a Marco Ricolfi (giurista presso l'Università di Torino), Creative Commons Italia, il gruppo di lavoro che produce la versione italiana delle licenze di diritto d'autore Creative Commons e ne è coordinatore dal 2005 al 2012. Nel 2005 è il co-organizzatore dell'edizione italiana dell'Internet Law Program del Berkman Center for Internet & Society dell'Harvard University. Nel novembre 2006 fonda, insieme a Marco Ricolfi, il Centro Nexa su Internet e Società, un centro di ricerca del Politecnico di Torino (Dipartimento di Automatica e Informatica) dedicato ai temi della società dell'informazione. Coordina quindi vari progetti del Centro Nexa tra cui "Communia" (2007), la rete tematica europea (50 membri da 25 nazioni) per lo studio del pubblico dominio digitale, l'Internet Governance Forum Italia (in particolare l'edizione tenutasi a Torino il 19-21 ottobre 2012,)
Dal 2010 al 2016 interviene su La Stampa e dal 2016 su La Repubblica e su Il Sole 24 Ore (inserto "Nòva"). De Martin è intervenuto a Festival e Conferenze (tra cui Festival del Diritto di Piacenza, Festival della Letteratura di Mantova, Festival dell'Economia di Trento e al "Second UNESCO Forum on Culture and Cultural Industries").
Due articoli di cui De Martin è stato coautore hanno ricevuto un "Best paper Award" IEEE (un articolo sul riconoscimento vocale nel 2005 e un articolo sulla neutralità della rete nel 2011).
A partire dal 2011 quando promuove l'"Agenda Digitale" il Prof. De Martin collabora con diverse istituzioni pubbliche: 2013 - 2015 è National Point of Reference per l'Open Access per il Ministro dell'Istruzione, Università e Ricerca (MIUR), sempre nel 2013 e sempre per il MIUR è nel Comitato di Indirizzo della Biblioteca europea di informazione e cultura (BEIC); nel 2014 è membro della Commissione "Internet Bill of Rights" istituita dalla Presidenza della Camera dei deputati.

## Opere

### Libri
- Università futura. Tra democrazia e bit, Codice Edizioni, 2017. ; con licenza Creative Commons BY-NC-SA[20].

### Curatele
- Con Melanie Dulong de Rosnay, The Digital Public Domain: Foundations for an Open Culture, OpenBookPublishers (Cambridge, UK); con licenza Creative Commons[21].